# Histoires de créatures
Histoires de créatures est le vingt-cinquième tome, et le treizième volume de la deuxième série de La Grande Anthologie de la science-fiction.
Préfacé par Demètre Ioakimidis, il réunit quatorze nouvelles.

## Publication
- Demètre Ioakimidis (dir.), Histoires de créatures, Le Livre de poche n°3787, Paris, 1984, 414 p., 11 x 16,5 cm  (ISBN 2-253-03428-2)

## Extrait de la préface
« Il est bien connu que le mot créatures a plusieurs sens. Il peut désigner des femmes « de mauvaise vie », des personnes qui bénéficient de la protection de quelque puissant haut placé, des êtres humains par opposition à la divinité, aussi bien que des êtres vivants en général. C'est la dernière de ces significations qui est considérée dans les pages qui suivent. Dans ces nouvelles, il est question de créatures qui ont conscience de leur existence — du fait qu'elles sont vivantes — et qui se rendent aussi compte du fait que cette existence peut être perçue par des créatures différant d’elles-mêmes. Dans une rencontre entre humain et non-humain, le rôle de créature percevante peut être assumé par l’un et l’autre des êtres en présence. Dans la réalité, les possibilités de telles rencontres sont rares sur la Terre, puisque l’intelligence n’existe apparemment que chez un petit nombre d’espèces animales, et qu’elle n’est développée que chez l’homme. Mais des confrontations de ce genre peuvent être rêvées, et elles l’ont effectivement été, depuis qu’il a existé des conteurs. La création d’êtres imaginaires est le propre de l’homme.(…) »
— Deux premiers paragraphes de la préface

## Nouvelles

### Que sont devenus les McGowan?
- Auteur : Michael Coney.
- Titre original : Whatever Become of the McGowans ?
- Première publication : Galaxy Science Fiction n°174, février 1970.
- Traduction : Arlette Rosenblum.
- Résumé : Sur la planète de Jade, un couple reclus occupe leur temps à cultiver leur sol pour une société d'exploitation. Cependant le temps s'écoule plus rapidement.

### Winston
- Auteur : Kit Reed
- Titre original : Winston
- Première publication : Orbit n°5, 1969
- Traduction : Dorothée Tiocca
- Résumé : Dans la société de Winston, les enfants ayant un Q.I. très élevé sont vendus à des couples riches.

### Et vous venez me dire que vous avez des ennuis!
- Auteur : Carol Carr
- Titre original : Look, You Think You've Got Troubles
- Première publication : Orbit n°5, 1969
- Traduction : Michel Lederer
- Résumé : Un beau-père apprend par surprise que sa fille est en couple avec un martien dont l'apparence s'approche de celui d'un légume.

### La Vigne
- Auteur : Kit Reed
- Titre original : The Vine
- Première publication : The Magazine of Fantasy & Science Fiction n°198, novembre 1967
- Traduction : Dorothée Tiocca
- Résumé : Depuis plusieurs générations, une famille se voue à la protection d'une énorme vigne.

### Une fille qui en a
- Auteur : Theodore Sturgeon
- Titre original : The Girl Had Guts
- Première publication : Venture Science Fiction Magazine no 1, janvier 1957
- Traduction : P. J. Izabelle
- Résumé : Un homme revenant d'une mission sur une planète de colonisation raconte à sa femme sa rencontre avec une créature.

### █
- Auteur : Gahan Wilson
- Titre original :  █
- Première publication : Again, Dangerous Visions, 1972
- Traduction : Bernard Raison
- Résumé : Reginald Archer, célibataire, ennuyant et vraisemblablement riche découvre un matin une tache sur sa nappe, il sonne son maître d'hôtel Faulks à qui il demande de la faire disparaître au plus vite. Puis, il se dirige vers son bureau et voit sur le buvard la même tache plus grande. Il rappelle Faulks et ils comprennent que la fameuse tache disparaît et réapparaît toujours un peu plus grande.

### Ouvre-moi, ô ma sœur…
- Auteur : Philip José Farmer.
- Titre original : Open to Me, My Sister
- Première publication : The Magazine of Fantasy & Science Fiction n°108, mai 1960
- Traduction : François Valorbe
- Résumé : Un astronaute sur Mars part à la recherche de ses coéquipiers disparus. Il tombe dans un sable mouvant et se fait secourir par une femme.

### Sonya, Crane Wessleman et Kittee
- Auteur : Gene Wolfe
- Titre original : Sonya, Crane Wessleman, and Kittee
- Première publication : Orbit n°8, 1970
- Traduction : Jean Bailhache
- Résumé : Crane Wessleman fait la cour à Sonya. Celle-ci se rend souvent chez lui et ne s'offusque pas d'y trouver Kittee. Kittee une créature est un mélange entre une femme et un animal.

### Le Vol 216
- Auteur : Carol Emshwiller
- Titre original : Woman Waiting
- Première publication : Orbit n°7, 1970
- Traduction : Dorothée Tiocca
- Résumé : Une femme ayant la capacité de transformer sa taille attend dans un aéroport.

### Son Ombre dans les eaux profondes
- Auteur : Roger Zelazny
- Titre original : The Door of His Face, The Lamps of His Mouth
- Première publication : The Magazine of Fantasy & Science Fiction n°166, mars 1965
- Traduction : Martine Wiznitzer
- Résumé : L'équipage d'un immense bateau, l'Hypertanker, pourchasse une énorme créature marine vénusienne dénommée Ikky. Impossible à attraper, la créature s'échappe toujours des pièges. Puis arrive un homme appât, son boulot : sauter à la mer une fois que la créature insaisissable est aperçue.

### Le Congrès des animaux
- Auteur : R. A. Lafferty.
- Titre original : Animal Fair.
- Première publication : New Dimensions IV, 1974.
- Traduction : Martine Wiznitzer.
- Résumé :

### Sujet d'étude
- Auteur : F. L. Wallace (en).
- Titre original : Student Body.
- Première publication : Galaxy Science Fiction n°28, mars 1953.
- Traduction : Françoise Serph.
- Résumé : Des explorateurs tentent de terraformer une nouvelle planète après qu'ils ont reçu la certitude qu'elle n'abritait pas d'espèces vivantes complexes. Pourtant, après quelques jours, les nouveaux arrivants entrent en contact avec une sorte de souris vraiment coriace.

### Les Conspirateurs
- Auteur : James White
- Titre original : The Conspirators
- Première publication : New Worlds n°24, juin 1954
- Traduction : Bruno Martin
- Résumé : Dans un vaisseau spatial, un phénomène inconnu modifie l'intellect des animaux à bord (chat, souris, canari, etc.). Ces derniers s'unissent pour échafauder un plan leur permettant de quitter le navire sans que les humais s'en aperçoivent.

### Mount Charity
- Auteur : Edgar Pangborn
- Titre original : Mount Charity
- Première publication : Universe 1, 1971
- Traduction : Frank Straschitz
- Résumé : Des extraterrestres ayant pris la forme d'animaux (aigle, serpent, singe) racontent leur vie et leur but sur terre à un vieil homme sur le point de mourir.